# Мартин Дубравка
Мартин Дубравка (слч. Martin Dúbravka; 15. јануар 1989) словачки је фудбалер који игра на позицији голмана и тренутно наступа за Њукасл јунајтед и репрезентацију Словачке.

## Клупска каријера
За сениорски тим је дебитовао у Жилини, где је провео и омладинску каријеру, на мечу против Дубњице 2009. године. 2,5 сезоне је провео у Есбјергу где је укупно одиграо 75 утакмица. Касније је одиграо по једну сезону у Словану и Спарти. Део сезоне 2017/18. провео је на позајмици Њукаслу, да би се 30. маја 2018. године придружио за стално енглеском клубу.

## Репрезентативна каријера
Након што је одиграо укупно 18 мечева за млађе селекције, за сениорску репрезентацију дебитовао је на пријатељској утакмици против Црне Горе 23. маја 2014. године. Укупно је одиграо 24 утакмице у дресу репрезентације Словачке.

## Трофеји

### Жилина
- Првенство Словачке (2) : 2009/10, 2011/12.
- Суперкуп Словачке (1) : 2010.

### Манчестер јунајтед
- Лига куп Енглеске (1) : 2022/23.

### Њукасл јунајтед
- Лига куп Енглеске (1) : 2024/25.[3]